# سان مارتین
سان مارتین (به اسپانیایی: San Martín) شهری در کشور آرژانتین، استان مندوسا است که در سال ۲۰۰۹ میلادی، حدود ۷۹٬۶۶۲ نفر جمعیت داشته است.